# Bluetooth Low Energy
Bluetooth Low Energy  (BLE, BTLE) în traducere Bluetooth cu consum redus sau Bluetooth cu energie redusă, este o tehnologie fără fir bazată pe Bluetooth care facilitează conexiunile pe distanțe mici, de 5 ... 10 m. BTLE  a fost creat de Nokia la începutul anului 2006 sub numele de Bluetooth Low End Extension, pentru ca în octombrie același an să fie numită Wibree. Tehnologia a fost comercializată ca Bluetooth Smart, iar integrarea în versiunea 4.0 a specificației de bază a fost finalizată la începutul anului 2010. Primul smartphone care a implementat specificația Bluetooth 4.0 împreună cu aplicația iBeacon a fost iPhone 4S, lansat în octombrie 2011. 
BLE este folosit pentru rețelele personale (PAN), se bazează pe conexiunile wireless pentru scurte distanțe, având un cost scăzut de implementare. În principiu, acest protocol, împreună cu tradiționalul Bluetooth au fost concepute pentru a scădea numărul de cabluri necesare conectării perifericelor la un calculator personal (tastatură, mouse, boxe, cameră web, imprimantă, scanner etc.)
Majoritatea sistemelor de operare mobile, iOS, Android, Windows Phone și BlackBerry, precum și sisteme de operare desktop,  MacOS, Linux, Windows 8 și Windows 10, au suport nativ pentru BLE. În 2018, mai mult de 90% din smartphone - urile compatibile cu Bluetooth aveau suport Bluetooth Low Energy. 

Bluetooth Smart Logo

În anul 2011, Bluetooth Technology Alliance (SIG) a publicat logo-ul „Bluetooth Smart”,  cu intenția de a clarifica compatibilitatea între dispozitivele Bluetooth LE.
- Bluetooth SMART Ready: indică un dispozitiv care funcționează în dual-mode atât cu Bluetooth Classic, cât și cu BLE (smarthphone, laptop și PC).
- Bluetooth SMART: indică un dispozitiv stand-alone, numai cu BLE (aplicații fitness și HID - Human Interface Device).

## Caracteristici
Majoritatea caracteristicilor protocolului BLE au fost împrumutate de la Bluetooth clasic:
- folosește aceleași frecvențe de funcționare: 2,400 GHz - 2,4835 GHz ISM (industrial, științific, medical)
- utilizează 40 de canale de 2 MHz
- poate stabili până la 20 de conexiuni simultan
- funcționează cu o rată de bit pe nivelul fizic de 1 Mbps, ceea ce înseamnă că dispozitivele care acceptă ambele variante pot utiliza aceeași antenă radio
- este necesar doar 10 mW putere de transmisie.[1]

### Arhitectura
Arhitectura Bluetooth Low Energy constă din două cipuri: un cip cu un singur mod și un cip cu două moduri. Dispozitivul Bluetooth cu un singur mod este un cip nou în specificația Bluetooth care acceptă tehnologia Bluetooth cu un consum redus de energie - parte a unei tehnologii optimizate pentru funcționarea ULP. Acest cip poate comunica cu alte cipuri cu un singur mod dar și cu cipuri dual-mode. În acest caz, acesta din urmă trebuie să folosească o parte din tehnologia Bluetooth cu putere redusă din arhitectura proprie pentru a trimite și a primi date. Chipurile dual-mode pot comunica, de asemenea, cu tehnologia Bluetooth standard și cu alte cipuri dual-mode folosind arhitectura Bluetooth tradițională. 

## Aplicații
Bluetooth Technology Alliance a stabilit profiluri pentru Bluetooth cu energie redusă. Aceste profiluri definesc modul în care un dispozitiv funcționează într-o aplicație specifică. Un dispozitiv poate utiliza mai multe profiluri deci poate avea mai multe aplicații.

### Asistență medicală
- HTP -  măsurarea temperaturii corpului
- GLP - monitorizarea nivelului glicemiei
- BLP - măsurarea tensiunii arteriale
- CGMP - monitorizare continuă a glucozei

### Sport și fitness
- HRP - dispozitive care măsoară ritmul cardiac
- CSCP - senzori pe biciclete (pentru cadență și viteză)
- RSCP - profil pentru viteză de rulare și cadență
- CPP - profiluri de energie în ciclism
- LNP - locație și profiluri de navigație
- WSP - profil de măsurare a greutății corpului.

### Senzori de proximitate
- FMP - profilul Find Me - permite unui dispozitiv să alerteze un alt dispozitiv
- PXP - monitorizarea între două dispozitive în proximitate.

Aplicațiile de proximitate se bazează pe emițătoarele Bluetooth LE Beacon.]

### Conexiune Internet
- IPSP - asistență la protocolul Internet

### Alți senzori
- ESP (Environmental Sensing Profile)
- UDS (Serviciul de date utilizator)
- Specificațiile de stare de alertă telefonică și notificare de alertă permit dispozitivelor client să primească notificări, cum ar fi notificările de apel primite de la un alt dispozitiv.
- Specificația de timp permite dispozitivului client să stabilească ora curentă și informații despre fusul orar al dispozitivului server, cum ar fi ora de rețea între ceas și telefon.
- Serviciul pentru baterie raportează starea bateriei și nivelul de putere al unei baterii din  dispozitiv.
- HOGP (HID over GATT) - permite unui mouse, tastatură sau alte dispozitive wireless BLE să obțină o durată de viață îndelungată a bateriei.[4]